# Michael Manley
Michael Norman Manley (10 tháng 12 năm 1924 - 6 tháng 3 năm 1997) là một chính trị gia người Jamaica, từng là Thủ tướng thứ tư của Jamaica từ năm 1972 đến năm 1980 và từ năm 1989 đến năm 1992. Xuất thân từ một nền tảng thịnh vượng, Manley là một nhà xã hội dân chủ. Theo các cuộc thăm dò dư luận, ông vẫn là một trong những thủ tướng nổi tiếng nhất của Jamaica.